# Лотар фон Хохщаден
Лотар фон Хохщаден (на немски: Lothar von Hochstaden; † 1194, Рим) от фамилията на графовете на Аре-Хохщаден, е епископ на Лиеж (1192 – 1193) и имперски канцлер.

## Биография
Той е син на граф Ото I фон Аре-Хохщаден († пр. 1162) и съпругата му Аделхайд фон Хохщаден († пр. 1162), дъщеря на граф Герхард II фон Хохщаден († сл. 1145). Племенник е на Фридрих II фон Аре († 1168), епископ на Мюнстер (1152 – 1168). Първи братовчед е на Дитрих II фон Аре († 1212), епископ на Утрехт (1197 – 1212). Роднина е на Херман III фон Хохщаден „Богатия“ († 1099), архиепископ на Кьолн (1089 – 1099), и на Конрад фон Хохщаден, архиепископ на Кьолн (1238 – 1261).
Лотар е провост на Св. Касиус в Бон и Св. Сервациус в Маастрихт (1180 – 1190), и деан на Св. Ламбертус в Лиеж. През януари 1192 г. император Хайнрих VI го прави за свой ерцканцлер и епископ на Лиеж.
Лотар е набеден за убийството на Албрехт I от Льовен, избраният епископ на Лиеж (1191 – 1192). Папата го отлъчва от църквата и го сваля от епископската му служба. Лотар отива в Рим и там му се премахва анатемата, но няма право да е епископ. За да докаже напълно невиноста си, той отива през 1194 г. отново в Рим и същата година умира там.